# Eisenhower Presidential Center
Le Eisenhower Presidential Center, aussi connu comme le Dwight D. Eisenhower Presidential Library, Museum and Boyhood Home ou le Eisenhower Presidential Library and Museum est la bibliothèque présidentielle du président Dwight David Eisenhower, elle se compose de sa maison d'enfance, d'un musée qui lui est consacré et d'une chapelle funéraire qui abrite sa sépulture.